# Thecla strephon
Thecla strephon är en fjärilsart som beskrevs av Fabricius 1775. Thecla strephon ingår i släktet Thecla och familjen juvelvingar. Inga underarter finns listade i Catalogue of Life.